# HT Водолея
HT Водолея (лат. HT Aquarii) — одиночная переменная звезда в созвездии Водолея на расстоянии приблизительно 1387 световых лет (около 425 парсеков) от Солнца. Видимая звёздная величина звезды — от +9,65m до +8,98m.

## Характеристики
HT Водолея — красная пульсирующая полуправильная переменная звезда типа SRB (SRB) спектрального класса M5 или M8. Эффективная температура — около 3296 К.